# 学校法人京華学園
学校法人京華学園（がっこうほうじんけいかがくえん）は、東京都文京区白山五丁目に位置する学校法人。

## 概要
孟子の「天下ノ英才ヲ得テ之ヲ教育ス」に依る「英才教育」を建学の精神として1897年（明治30年）の創立。創立者は磯江潤である。

## 交通
- 都営地下鉄三田線白山駅徒歩5分
- 東京メトロ南北線本駒込駅徒歩10分

## 学園
- 京華中学高等学校(男子)
- 京華女子中学高等学校(女子)
- 京華商業高等学校（男女共学）